# Oxylaemus americanus
Oxylaemus americanus är en skalbaggsart som beskrevs av Leconte 1863. Oxylaemus americanus ingår i släktet Oxylaemus och familjen rovbarkbaggar. Inga underarter finns listade i Catalogue of Life.